# Ботакаринська сільська адміністрація
Ботака́ринська сільська адміністрація (каз. Ботақара ауылдық әкімдігі, рос. Ботакаринськая сельская администрация) — адміністративна одиниця у складі Бухар-Жирауського району Карагандинської області Казахстану. Адміністративний центр та єдиний населений пункт — село Ботакара.
Населення — 898 осіб (2021; 890 у 2009, 807 у 1999, 1243 у 1989).
Станом на 1989 рік існувала Ботакаринська сільська рада (село Ботакара). 2010 року Ботакаринський сільський округ перетворено в сільську адміністрацію.